# Angelo Anelli
Angelo Anelli, född 1 november 1761 och död 9 april 1820, var en italiensk diktare och lärd.
Av hans många dikter är de viktigaste de sju på litterära förhållanden anspelande satirerna Cronache di Pindo (1811–1818).